# Щитовник Зибольда
Щито́вник Зи́больда (лат. Dryópteris siebóldii) — вечнозелёный лесной папоротник родом из субтропической зоны Японии и Китая. Особенный вид, выделяющийся из рода Щитовник как по внешнему облику, так и по условиям своего произрастания.

## Краткая характеристика
Щитовник Зибольда — субтропическое многолетнее травянистое растение.
Корневище короткое, прямостоячее, покрытое плёнчатыми чешуйками.
Листья непарноперистые, 30—40 см длиной, состоят из трёх—девяти крупных долей, заканчивающихся самым крупным и длинным сегментом. Черешок 20—30 см длиной, у основания коричневый, покрытый мелкими чешуйками, временами даже напоминающими плёнки или волоски.
Спорангии, как и у всех видов рода Щитовник, расположены на нижней стороне листовых долей, они округлые до овальных. Каждый сорус защищён покрывальцем (щитком). Покрывальце крупное, почковидное.
Растёт в лесах и по лесным долинам в субтропической зоне Китая и Японии. Традиционное (одно из старых) оранжерейное растение. Широко культивируется в холодных (субтропических) оранжереях.
Большинство видов из рода Щитовник имеет весьма узнаваемые при первом взгляде дважды или трижды перистые листья. Листья щитовника Зибольда своим габитусом резко выделяются: они непарноперистые, единожды сложные, цельнокрайные, почти лишённые обычных для щитовника зубчиков по краю сегментов, своим обликом напоминают скорее полиподиум или другие цельнолистные папоротники, чем виды рода Щитовник.

## Название
Родовое название Dryopteris дословно переводится как папоротник дубовых лесов (происходит от греческих слов dryas — дуб и pteris— крыло птицы или лист папоротника). Некоторые европейские виды этого рода (которые и дали ему название) действительно встречаются в дубравах.
Видовое название Sieboldii происходит от имени собственного. Этот популярный и любимый японский вид папоротника был в большой степени демонстративно назван в честь легендарного немецкого путешественника и исследователя Японии XIX века Филиппа Франца фон Зибольда, в своё время (в 1830 году) высланного из Японии за сбор «секретной» информации об этой совершенно закрытой стране. По возвращении в Голландию он опубликовал ряд трудов о живой природе Японии и Китая, самый знаменитый из которых «Flora japonica» был издан в Лейдене в 1835 году и положил начало изучению европейцами неизвестного до этого времени видового состава японской флоры.

## Выращивание
Щитовник Зибольда — традиционное (одно из старых) оранжерейное растение. Широко культивируется в холодных (субтропических) оранжереях и зимних садах. В субтропической (или близкой к субтропикам) зоне Европы, Азии и Америки является любимым и распространённым в ботанических садах и у любителей парковым растением. В культуре неприхотлив. Выносит затенение, временный недостаток влаги и тепла. Как большинство растений субтропической зоны, имеет выраженный период покоя. Размножается спорами (довольно легко, в оранжерейных условиях возможен самосев), а также делением корневища, когда оно сильно разрастается и даёт боковые побеги. Почва, уход и полив — обычный для всех папоротников.
Несмотря на то, что щитовник Зибольда является неприхотливым, выносливым, декоративным и достаточно компактным растением, его трудно выращивать в комнатной культуре. Как большинство лесных субтропических растений (и тем более папоротников), он нуждается в прохладной и влажной зимовке (период стагнации). В городских квартирах такие условия обеспечить непросто, и только истинный любитель способен соответствующим образом переоборудовать свою комнату или лоджию. В противном случае, в зимний период растения будут серьёзно страдать и болеть (вплоть до гибели) из-за сухого и горячего потока воздуха, восходящего от батарей центрального отопления. Напротив того, щитовник Зибольда — оригинальное и нетребовательное растение для зимних садов и частных оранжерей, в которых летом не очень жарко и температура поднимается не выше 30—35 градусов, а зимой прохладно — не выше 15—18.